# Kepler-351d
Kepler-351d es un planeta extrasolar que forma parte de un sistema planetario formado por al menos tres planetas. Orbita la estrella denominada Kepler-351. Fue descubierto en el año 2016 por la sonda Kepler por medio de tránsito astronómico.